# The Rut 50K
The Rut 50K est un ultra-trail de 50 kilomètres organisé chaque année dans le Montana, aux États-Unis. Il se dispute début septembre sur un parcours situé au sein du Big Sky Resort, dans le comté de Madison. La première édition a eu lieu en 2013. Depuis 2014, la course intègre le Skyrunner World Series dans la catégorie  ultra.

## Palmarès
| Édition | Date               | Hommes | Hommes                | Hommes          | Femmes | Femmes                        | Femmes          |
| ------- | ------------------ | ------ | --------------------- | --------------- | ------ | ----------------------------- | --------------- |
|         |                    | Rang   | Athlète               | Temps           | Rang   | Athlète                       | Temps           |
| 1re     | 14 septembre 2013  | 1er    | Paul Hamilton         | 5 h 13 min 09 s | 23e    | Erin Phelps                   | 6 h 43 min 52 s |
| 2e      | 13 septembre 2014  | 1er    | Kilian Jornet         | 5 h 09 min 32 s | 20e    | Emelie Forsberg               | 6 h 32 min 40 s |
| 3e      | 6 septembre 2015   | 1er    | Franco Collé          | 5 h 16 min 59 s | 21e    | Emelie Forsberg — 2e victoire | 6 h 25 min 45 s |
| 4e      | 4 septembre 2016   | 1er    | Cristofer Clemente    | 3 h 51 min 53 s | 21e    | Ida Nilsson                   | 4 h 27 min 30 s |
| 5e      | 3 septembre 2017   | 1er    | Luis Alberto Hernando | 5 h 10 min 16 s | 13e    | Ragna Debats                  | 6 h 13 min 56 s |
| 6e      | 2 septembre 2018   | 1er    | Jackson Brill         | 5 h 17 min 55 s | 12e    | Sandra Nypaver                | 6 h 13 min 36 s |
| 7e      | 1er septembre 2019 | 1er    | Cody Lind             | 5 h 29 min 44 s | 19e    | Erika Flowers                 | 6 h 51 min 52 s |

En 2016, le tracé de la course a été grandement modifié à cause de conditions météorologiques difficiles.